# Die Glasglocke

Cover der deutschsprachigen Erstausgabe des Suhrkamp Verlages

Die Glasglocke (englisch The Bell Jar) ist der einzige Roman der amerikanischen Schriftstellerin Sylvia Plath, die vor allem als Lyrikerin bekannt wurde. Er begleitet seine Protagonistin Esther Greenwood durch den Sommer des Jahres 1953, der mit einem ereignisreichen Volontariat bei einem New Yorker Modemagazin beginnt und in eine schwere Depression und einen Suizidversuch Esthers samt anschließender Behandlung in einer psychiatrischen Klinik mündet.
Der unter dem Pseudonym Victoria Lucas veröffentlichte Roman trägt autobiografische Züge. Sylvia Plath arbeitete 1953 selbst einen Monat in New York und versuchte im späteren Verlauf des Jahres, sich das Leben zu nehmen. Zehn Jahre nach den im Roman verarbeiteten Geschehnissen und vier Wochen nach seiner Publikation am 14. Januar 1963 starb Sylvia Plath durch Suizid. Nach der späten Veröffentlichung des Romans in den Vereinigten Staaten wurde Die Glasglocke in den 1970er Jahren zu einem Kultbuch. Die Zerrissenheit seiner Protagonistin im Spannungsfeld der gesellschaftlichen Anforderungen traf die Stimmungslage vieler Frauen und trug dazu bei, dass die Autorin postum zu einer Ikone der Frauenbewegung wurde.

## Inhalt

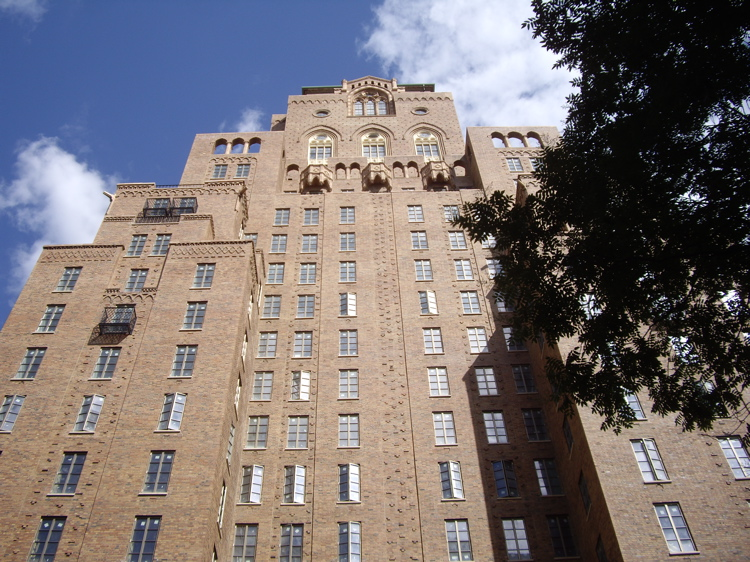
Das Barbizon Hotel for Women in Manhattan, in dem Sylvia Plath 1953 während ihrer Arbeit bei Mademoiselle logierte und das als Vorbild für das Hotel Amazon diente, in dem die zwölf Gastredakteurinnen im Roman einquartiert werden

Als die neunzehnjährige Esther Greenwood aus einer Vorstadt Bostons im Sommer 1953 das erste Mal in New York eintrifft, wird sie von Collegestudentinnen aus ganz Amerika beneidet. Sie ist eine von zwölf Gewinnerinnen des Schreibwettbewerbs einer Modezeitschrift, darf einen Monat in der Redaktion des Magazins hospitieren und wird mit Werbegeschenken und Einladungen zu Geselligkeiten überhäuft. Doch wie trügerisch der äußere Schein sein kann, erfährt Esther, als sie sich bei einem Bankett an einladend für ein Foto dekoriertem, aber verdorbenem Krabbenfleisch vergiftet.
In der Großstadt New York verblasst der bislang ehrgeizig angehäufte Collegeruhm Esthers. Die Redakteurin Jay Cee weist sie wiederholt wegen ihres mangelnden Einsatzes zurecht. Esther steht zwischen zwei Gefährtinnen, der mondänen Doreen und der braven Betsy. Und sie findet weder zu ihrer gewohnten Strebsamkeit zurück, noch vermag sie wie Doreen den New Yorker Aufenthalt zu genießen und sich Vergnügungen und Affären hinzugeben. Esthers eigene Männerbekanntschaften sind enttäuschend; entweder sind sie zu klein geraten wie Frankie, an einer Affäre uninteressiert wie der Simultandolmetscher Constantin oder sie sind „Frauenhasser“ wie der Peruaner Marco, der sie beinahe vergewaltigt. Auch der Heiratsantrag ihres an Tuberkulose erkrankten Jugendfreundes Buddy Willard ist für Esther keine Alternative mehr. Seitdem sie erfuhr, dass er ihr seine sexuellen Erfahrungen verheimlichte, nennt sie ihn in Gedanken nur noch einen „Heuchler“. Und seine Bemerkung, ihre Gedichte bestünden bloß aus Staub, trifft sie so sehr, dass sie noch ein Jahr später über eine adäquate Entgegnung grübelt.
Esther beschreibt ihre Lage mit dem Bild eines verzweigten Feigenbaums, in dem jede mögliche Zukunft wie eine appetitliche Frucht lockt. Doch sie kann sich für keine von ihnen entscheiden, denn es wäre gleichzeitig die Entscheidung gegen alle anderen. Bei einem abschließenden Fototermin, bei dem die Mädchen mit Requisiten ihres künftigen Werdegangs abgebildet werden sollen, ist Esther die einzige, die ihre Zukunft nicht benennen kann. Als sie schließlich mit einer Papierrose als Dichterin posiert, brechen lange aufgestaute Tränen aus ihr heraus. An ihrem letzten Abend nimmt sie Abschied von New York, indem sie ihre Garderobe Kleid für Kleid aus dem Fenster wirft und vom Nachtwind über die Stadt verteilen lässt.
Heimgekehrt in ihre Kleinstadt zerrinnen Esthers Pläne für die Sommerferien. Beim geplanten Schriftstellerseminar wird sie nicht angenommen. Ihre Mutter will ihr Stenografie beibringen, doch Esther kann sich keine Arbeit vorstellen, der sie gerne nachginge und für die man Stenografie benötigte. Der Versuch, einen Roman zu schreiben, gelangt nicht über die ersten Zeilen hinaus. Und bei ihrer College-Abschlussarbeit über Finnegans Wake scheitert sie an Joyce’ Wortgebilden. Esthers Geist scheint nur noch für Revolverblätter und deren Geschichten über Verbrechen und Selbstmorde aufnahmebereit. Seit ihrer Rückkehr aus New York schläft sie kaum noch und hat sich nicht mehr gewaschen. Sie erträgt es nicht länger, etwas zu tun, das sie am nächsten Tag ohnehin wiederholen muss.
Der Psychiater Doktor Gordon, den Esther auf den Rat einer Freundin hin aufsucht, interessiert sich stärker für seine ehemaligen Amouren an ihrem College als für Esther selbst. Seine unsachgemäße Behandlung mit Elektroschocks ist für Esther so schmerzhaft und traumatisierend, dass sie den Vorsatz fasst, sich lieber umzubringen, als abermals eine solche Tortur zu erdulden. Ihre Gedanken kreisen unablässig um die verschiedenen Möglichkeiten, Selbstmord zu begehen. Doch ihren halbherzig unternommenen Versuchen fehlt noch die letzte Konsequenz. Sie besucht zum ersten Mal das Grab ihres Vaters. Esther wird bewusst, dass sie seit seinem Tod, als sie neun Jahre alt war, nie wieder vollkommen glücklich gewesen ist. Zum ersten Mal kann sie über seinen Tod weinen. Danach weiß sie endgültig, wie sie sich umbringen wird. Sie verkriecht sich in einer Erdhöhle im Keller ihres Elternhauses und nimmt eine Überdosis Schlaftabletten.
Esther überlebt den Suizidversuch und wird in die psychiatrische Abteilung des städtischen Krankenhauses eingeliefert. Dort wächst ihr Gefühl, wie durch eine Glasglocke von ihrer Umwelt abgeschottet zu sein. Auch die Überweisung in eine Privatklinik, die ihre Stipendiumsstifterin, die Schriftstellerin Philomena Guinea, finanziert, nimmt sie apathisch hin. Doch dort wird Esther zum ersten Mal von einer Frau behandelt, und sie fasst Vertrauen zu Doktor Nolan, die zu Esthers Freude die Besuche ihrer Mutter untersagt. Zudem unterstützt die Psychiaterin ihre Patientin darin, durch Empfängnisverhütung zu persönlicher Freiheit zu gelangen. Esthers Zustand bessert sich allmählich, und sie hat das Gefühl, dass erstmals wieder frische Luft unter ihre Glasglocke dringt.
Überraschend wird Joan Gilling in die Klinik eingeliefert, Esthers ehemalige Mitschülerin am College und Vorgängerin als Freundin Buddy Willards. Joan wurde durch die Zeitungsberichte über Esthers Suizidversuch zu ihrem eigenen angeregt. Die Beziehung der beiden Frauen schwankt zwischen Freundschaft und Rivalität, als Joans Regeneration bald gute Fortschritte macht und Esthers Genesung stagniert. Doch am Ende ist es Joan, die bei einem erneuten Suizidversuch stirbt. Esther gewinnt auf Joans Beerdigung die Überzeugung, mit der Gefährtin ihre eigenen Schatten zu Grabe zu tragen. Inzwischen hat sie in eigener Entscheidung mit einem selbst ausgewählten Mann geschlafen. Es ist dabei für Esther von größter Wichtigkeit, keine Kinder zu bekommen. Die anstehende Entlassung aus der Klinik bedeutet für sie eine zweite Geburt, und trotz ihrer Bedenken, ob sich die Glasglocke nicht eines Tages erneut über sie senken wird, wünscht sie sich ein Ritual, um die Rückkehr ins Leben zu feiern. Am Ende des Romans tritt sie durch die Tür, hinter der die Ärzte über ihre Entlassung entscheiden werden.

## Form und Gattung
Der Roman ist in der ersten Person aus Sicht Esther Greenwoods geschrieben. Allerdings wird die dadurch erzeugte Nähe des Lesers zur Protagonistin beständig unterlaufen. Bereits die ersten Sätze stellen die Verlässlichkeit der Erzählerin in Frage, als Esther nicht zu berichten weiß, was sie in New York überhaupt will, und stattdessen bekennt: „Ich wußte, irgend etwas stimmte in diesem Sommer nicht mit mir“. (S. 7–8) Immer wieder schimmert durch den nüchternen bis zynischen Ton der Collegestudentin eine Gegenrealität. Die Erzählerin spricht mit der Stimme einer psychisch Kranken, die ihre Krankheit vor ihrer Umwelt wie dem Leser zu verstecken versucht. Der Gegensatz zwischen der Erzählhaltung, die eine Fassade des Selbstschutzes und der Glücksphantasien aufrechterhält, und der inneren Entfremdung der Protagonistin nimmt oft komödiantische Züge an. Er wird zur erzählerischen Strategie einer „kulturellen Performativität“. Sylvia Plaths Ehemann Ted Hughes beschrieb diese Dualität als Kampf zweier entgegengesetzter Bücher um eine Geschichte.
Sylvia Plath montiert in ihrem Roman zwei Zeitebenen. Die Erzählgegenwart Esthers aus dem Sommer des Jahres 1953 wird durch Rückblenden in Esthers Vergangenheit durchbrochen. Dies bewirkt gemeinsam mit der Variation von Tonfall und Tempo und der Reichhaltigkeit lyrischer Metaphern den Eindruck einer impressionistischen Collage. Die Glasglocke bietet in der Entwicklung der Identität der Protagonistin und ihrer Auflehnung gegen ältere und männliche Autoritäten den in der Literaturgeschichte bis zu diesem Zeitpunkt ungewöhnlichen Entwurf eines weiblichen Bildungsromans. Dabei werden die Rollen gegenüber dem klassisch männlichen Bildungsroman getauscht: die „Heldin“ ist ebenso weiblich wie ihre Rollenvorbilder, die an die Stelle der problematisierten Mutter treten.

## Motive

### Eine Frau in den 1950ern
Die 1950er Jahre, wie Esther Greenwood sie erlebt, sind eine Zeit, in der Frauen nur darauf warten, „daß irgendein Karrieremann sie heiratete.“ (S. 10) Auch von Esther erwartet man keinen Weg aus sich selbst heraus, nicht die glanzvollen Erfolge auf ihrem College, die ihr bloß den Ruf einbringen, „ihre goldene Collegezeit mit Büchern und Pauken [zu] verplempern.“ (S. 68) Was von Esther erwartet wird, ist „Mrs. Buddy Willard“ (S. 102) zu werden, und der Ehemann in spe ist sich sicher: „wenn ich erst Kinder hätte, würde ich anders denken, dann würd ich keine Gedichte mehr schreiben wollen.“ (S. 94) Dies lässt in Esther die Überzeugung reifen, „daß Heiraten und Kinderkriegen wie eine Gehirnwäsche war und daß man nachher nur noch benebelt herumlief, wie ein Sklave in einem totalitären Privatstaat.“ (S. 94)
Buddys Mutter fasst in ihren Lebensweisheiten das zeitgenössische Rollenbild einer Frau zusammen: „Ein Mann, der will eine Gefährtin, und eine Frau, die will uneingeschränkte Sicherheit […] Ein Mann, das ist ein Pfeil in die Zukunft, und eine Frau, das ist der Ort, von dem der Pfeil wegschnellt“. (S. 80) Doch Esther wehrt sich gegen diese Rolle: „Uneingeschränkte Sicherheit war das letzte, was ich wollte, und ich wollte auch nicht die Stelle sein, von der ein Pfeil abfliegt. Ich wollte Abwechslung und Aufregung und wollte selbst in alle möglichen Richtungen fliegen, wie die farbigen Pfeile bei einer Feuerwerksrakete am Vierten Juli.“ (S. 92) Sie weigert sich, Stenografie zu lernen, sondern bekennt: „ich haßte die Vorstellung, Männern irgendwie dienstbar zu sein.“ (S. 84)
Die 1950er Jahre sind auch die Zeit, in der in Reader’s Digest Artikel mit dem Titel „Der Keuschheit eine Lanze“ abgedruckt werden, in denen sämtliche Gründe aufgezählt werden, „warum ein Mädchen mit niemandem außer ihrem Mann schlafen sollte, und auch das erst, nachdem sie geheiratet hatten.“ (S. 89) Doch nachdem Esther begreift, dass Buddy Willard bloß Keuschheit von ihrer Seite erwartet, während er selbst längst sexuelle Erfahrungen gesammelt hat, hängt ihr ihre eigene „Jungfräulichkeit wie ein Mühlstein am Hals.“ (S. 245) Erst durch Empfängnisverhütung gelangt sie zur „Freiheit von der Angst, von der Aussicht auf die Ehe mit einem Falschen wie Buddy Willard nur wegen des Sex“ (S. 239) und fühlt sich zumindest in diesem Punkt endlich als „meine eigene Herrin“. (S. 240)

### Der Feigenbaum

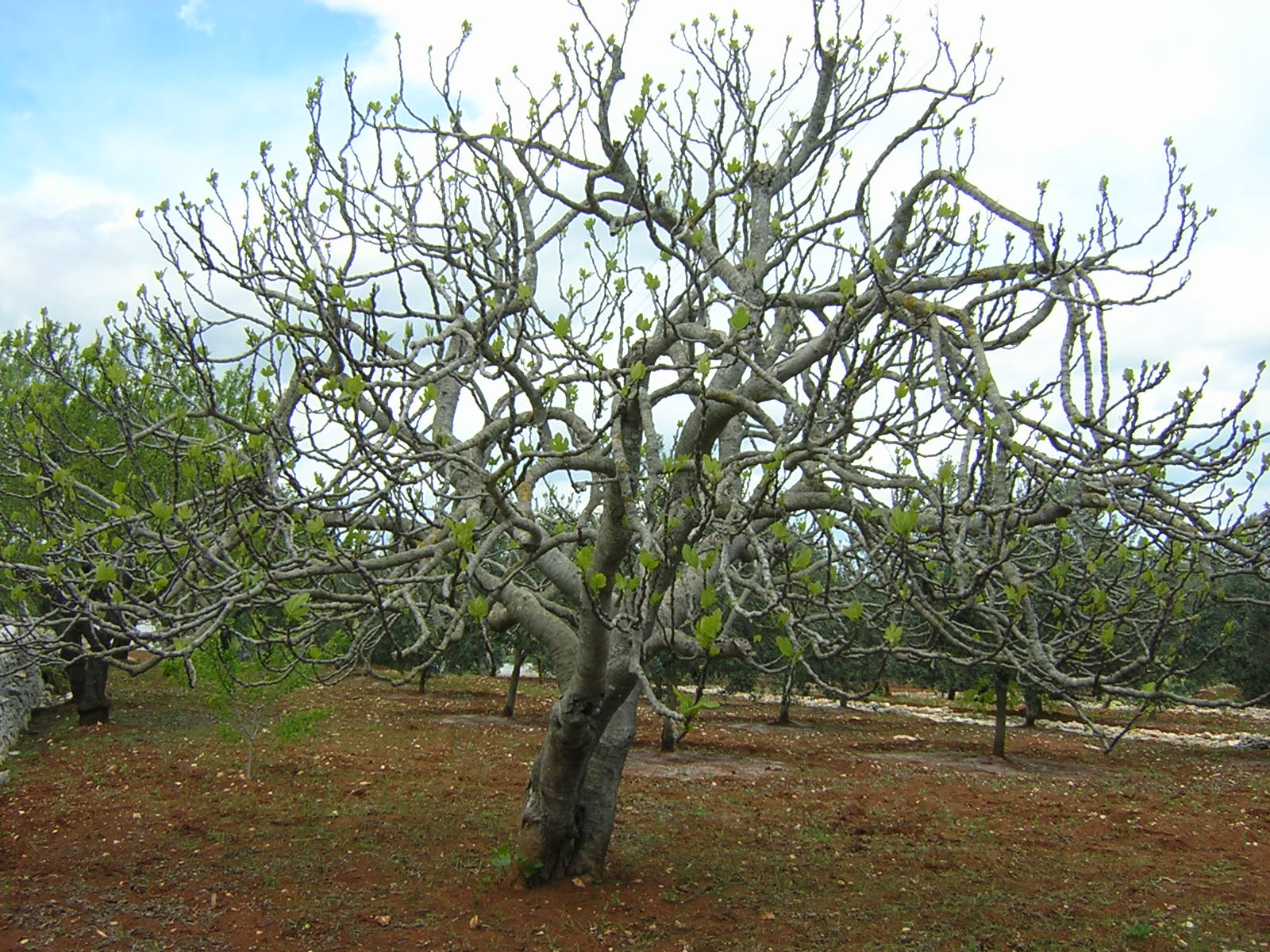
Ein Feigenbaum im Frühjahr

„Ich sah, wie sich mein Leben vor mir verzweigte, ähnlich dem grünen Feigenbaum“, (S. 85) führt Esther eine der zentralen Metaphern des Romans ein. Sie ist am Ende ihrer erfolgreichen Collegezeit angelangt, befindet sich in New York, wo ihr scheinbar alle Möglichkeiten offenstehen, und ist dennoch von einer inneren Lähmung ergriffen. „Gleich dicken, purpurroten Feigen winkte und lockte von jeder Zweigspitze eine herrliche Zukunft.“ (S. 85) Die Feigen stehen für ein Zuhause mit Ehemann und Kindern, für den möglichen Ruhm als Dichterin, eine Karriere als Professorin, den Beruf einer Redakteurin, eine olympische Medaille, Reisen in ferne Länder oder Liebhaber mit ausgefallenen Namen. Und viele zukünftige Möglichkeiten kann sie noch nicht einmal erkennen. „Ich sah mich in der Gabel dieses Feigenbaumes sitzen und verhungern, bloß weil ich mich nicht entscheiden konnte, welche Feige ich nehmen sollte. Ich wollte sie alle, aber eine von ihnen nehmen bedeutete, alle anderen verlieren“. (S. 85) Und während Esther zaudert, verdorren die Feigen vor ihren Augen.
Es ist nicht nur eine Unfähigkeit, sich zu entscheiden. Esther verweigert sich der Entscheidung. Gegenüber Buddy Willard bekennt sie: „Ich bin neurotisch. Ich könnte niemals entweder auf dem Land oder in der Stadt leben.“ (S. 103) Und sie fügt hinzu: „Wenn es neurotisch ist, daß man zwei Dinge, die sich gegenseitig ausschließen, gleichzeitig will, dann bin ich allerdings verdammt neurotisch. Für den Rest meiner Tage werde ich zwischen Dingen, die sich gegenseitig ausschließen, hin- und herfliegen.“ (S. 103) Esthers Identitätssuche ist die einer Frau in den 1950er Jahren, die beides will, Familie und Karriere, und von der Gesellschaft nur auf eine Rolle festgelegt wird. Vor eine Auswahl gestellt, die sie nicht treffen will, verweigert sie jede weitere Entscheidung. Einer Welt der Zwänge und Unmöglichkeiten entsagt sie durch den Rückzug in ihre eigene Welt, in die Isolation unter der Glasglocke.

### Unter der Glasglocke
Mit der titelgebenden Metapher des Romans beschreibt Sylvia Plath die Depression Esther Greenwoods als ein Leben unter der Glasglocke. Sie symbolisiert die Trennung Esthers von der Welt der anderen. Überall, wo sie sich befindet, sitzt Esther „unter der gleichen Glasglocke in meinem eigenen sauren Dunst“. (S. 200) Dabei ist die Glasglocke kein Teil ihrer selbst, sie ist ein Fremdkörper, der sich ohne Esthers Kontrolle über sie stülpt und sie in ihrer eigenen Welt gefangen hält. „Für den, der eingezwängt und wie ein totes Baby in der Glasglocke hockt, ist die Welt selbst der böse Traum.“ (S. 254)
Die Glasglocke schließt ihren Inhalt nicht nur ab; sie ist durchsichtig, gibt den Eingeschlossenen zur Beobachtung frei, stellt ihn zur Schau. Er wird quasi zum „wissenschaftlichen Objekt“. Esther wird in der Psychiatrie ebenfalls zum wissenschaftlichen Objekt. Doktor Gordon nimmt an ihr eine zweifelhafte Behandlung mit Elektroschocks vor, die Esther stark traumatisiert. Die Visite der Ärzte vermittelt Esther den Eindruck, „sie waren neugierig auf mich, und nachher würden sie über mich tratschen.“ (S. 192) Auch der Medizinstudent Buddy Willard ist bei seinem Abschied von Esther unverhohlen neugierig auf ihren weiteren Lebensweg als ehemalige Psychiatriepatientin: „Ich möchte wissen, wen du jetzt heiraten willst“. (S. 258)
Durch die Behandlung Doktor Nolans hebt sich die Glasglocke zum ersten Mal und lässt frische Luft zu Esther. „Die Glasglocke schwebte einige Fuß über meinem Kopf. Ein Luftzug erreichte mich.“ (S. 231) Doch noch bei ihrer Entlassung ist Esther bedroht von einer beständig über ihrem Kopf schwebenden Glasglocke: „Woher sollte ich wissen, ob sich nicht eines Tages – im College, in Europa, irgendwo, überall – die Glasglocke mit ihren erstickenden lähmenden Verzerrungen wieder über mich senken würde?“ (S. 258)

### Esthers Spiegel
In keinem Spiegel, in den Esther während des Romans blickt, erkennt sie sich wieder. In der Fahrstuhltür ihres Hotels sieht sie „eine große Chinesin“ (S. 24). Bei der Heimfahrt aus New York zeigt ihr der Spiegel einen „kranken Indianer“ (S. 123) Ihre Unfähigkeit, ihr äußeres Erscheinungsbild mit ihrem Selbst in Einklang zu bringen, zeigt Esthers Identitätskrise. Sie kann sich auch im übertragenen Sinn nicht erkennen, nicht verstehen. Als sie das erste Mal nach ihrem Suizidversuch im Krankenhaus in den Spiegel blickt, hat sie den Eindruck auf ein Bild zu sehen, von dem sie nicht einmal sagen kann, „ob die Person auf dem Bild ein Mann oder eine Frau war“. (S. 189) Esther zerbricht den Spiegel, worauf ihr die Krankenschwestern sieben Jahre Unglück weissagen. Ein erneuerbares Spiegelbild zeigt ihr der Quecksilbertropfen aus einem Thermometer: „Wenn ich ihn fallen ließe, würde er in Millionen kleiner Nachbildungen seiner selbst zerspringen, und wenn ich die wieder zusammenschob, würden sie fugenlos verschmelzen und von neuem ein Ganzes bilden.“ (S. 199) Dabei wird bereits auf das Motiv der Wiedergeburt verwiesen: Um ihr Spiegelbild neu zu erkennen, muss Esther ihr altes Bild zerstören.
Auch die Menschen, denen Esther im Verlauf des Romans begegnet, sind für sie wie Spiegel. Doreen als personifizierte Versuchung und Betsy als Verkörperung der Tugend halten ihr die zwei unvereinbaren Seiten ihrer Persönlichkeit entgegen. Joan wird in der Klinik gleichzeitig zur Rivalin und Doppelgängerin. Die Rivalität der beiden Frauen reicht zurück in die Zeit, als sie um Buddy Willards Gunst rangen, und sie setzt sich fort im Wettkampf um die Genesung in der Klinik. Joans Faszination für Esther geht so weit, dass sie nicht nur die Zeitungsausschnitte über Esthers Suizid gesammelt, sondern ihn sogar nachgeahmt hat. Für Esther ist Joan „das strahlende Double meines alten Ich in seiner besten Form, eigens geschaffen, mich zu verfolgen und zu quälen.“ (S. 220) Und sie setzt sogar hinzu: „Manchmal fragte ich mich, ob ich mir Joan ausgedacht hatte […], ob sie auch weiterhin bei jeder Krise in meinem Leben auftauchen und mich daran erinnern würde, was ich gewesen war und was ich durchgemacht hatte, und ob sie auch in Zukunft ihre eigene und doch ähnliche Krise direkt vor meiner Nase durchleben würde.“ (S. 235) Am Ende gelingt es Esther, sich von Joan zu distanzieren. Sie stößt sie zurück: „Ich mag dich nämlich nicht. Ich finde dich zum Kotzen, wenn du’s genau wissen willst.“ (S. 236) Und Joans Beerdigung fällt mit Esthers Entlassung aus der Klinik zusammen, ihrer zweiten Geburt, als müsse sie erst ihr anderes Ich zu Grabe tragen, um selbst neu entstehen zu können.

### Tod und Wiedergeburt

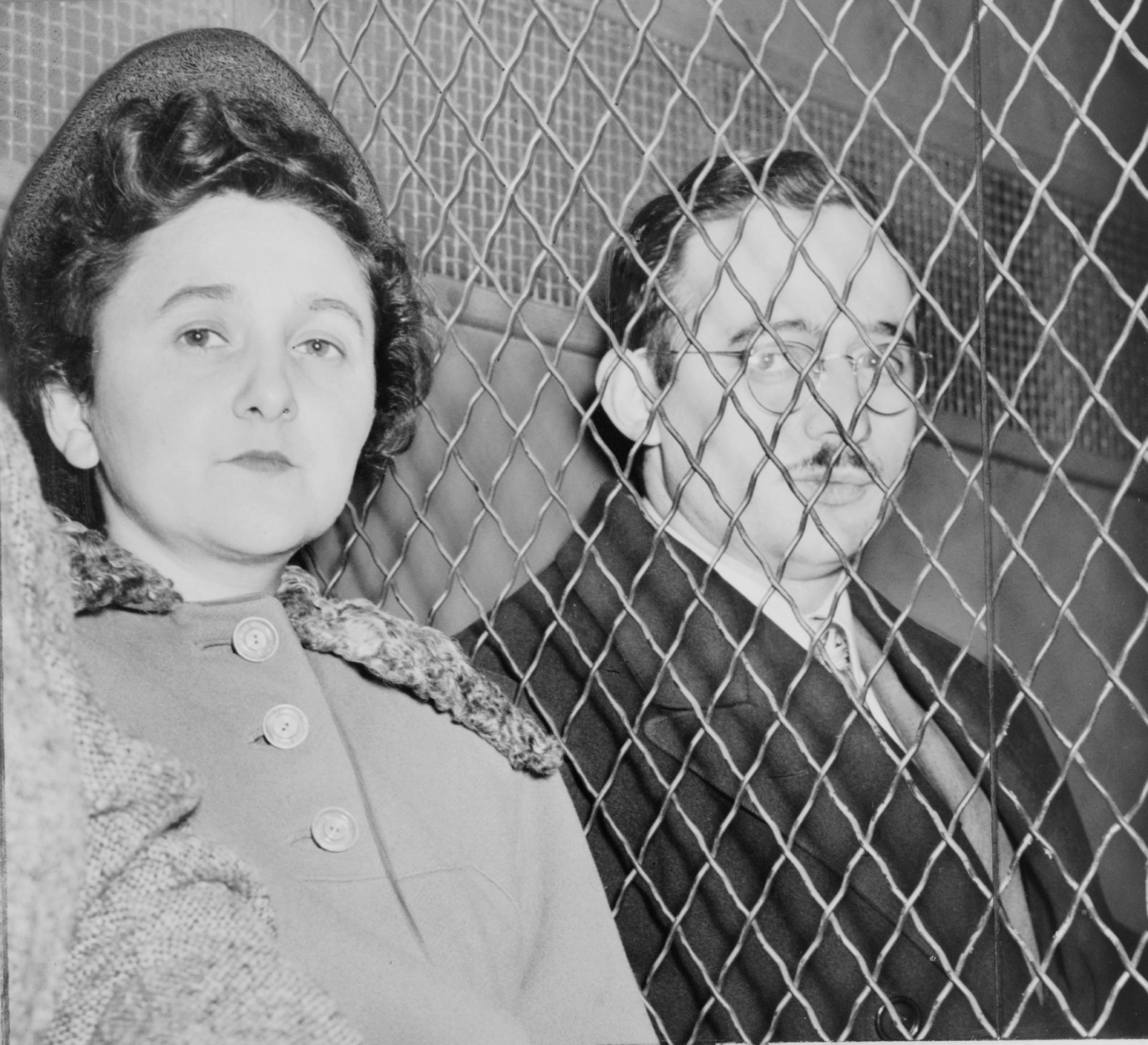
Ethel und Julius Rosenberg, die am 19. Juni 1953 wegen Spionagevorwürfen auf dem elektrischen Stuhl hingerichtet wurden

„Es war ein verrückter, schwüler Sommer, dieser Sommer, in dem die Rosenbergs auf den elektrischen Stuhl kamen“ (S. 7) – bereits der erste Satz des Romans steht unter dem Vorzeichen des Todes. Esther hegt eine starke Sympathie für das Ehepaar Rosenberg, das von der Gesellschaft wegen ihres nonkonformen Verhaltens hingerichtet wird. Auch Esther sieht sich den Regeln der Gesellschaft nicht genügen, und so trifft sie die ungnädige Verurteilung der Todeskandidaten durch ihre Kollegin Hilda persönlich: „Ich bin so froh, daß sie nun bald sterben […]. Es ist furchtbar, daß solche Leute überhaupt leben.“ (S. 109–110) Esther folgt dem vorgezeichneten Weg der Rosenbergs. Auch ihre psychiatrische Behandlung ist eine Verurteilung wegen ihrer Abweichung von der Norm. Die Behandlung mit Elektroschocks beantwortet ihr die Eingangsfrage, „wie es wäre, die Nerven entlang bei lebendigem Leib zu verbrennen“. (S. 7) Das Erlebnis ist so qualvoll, dass sie sich fragt, „was ich Schreckliches getan hatte.“ (S. 156)
Ihren Abschied von New York begeht Esther dadurch, dass sie ihre Kleider eines nach dem anderen aus dem Fenster wirft und vom Wind davontragen lässt, „wie die Asche eines geliebten Menschen“. (S. 122) Das Durchspielen der verschiedenen Todesarten nach ihrer Heimkehr wirkt beinahe parodistisch. Selbst bei der Planung ihres Selbstmords orientiert sich Esther an vorgegebenen Normen, indem sie angelesenen Klischees nacheifert. Doch immer wieder sprechen Kleinigkeiten gegen die Durchführung, etwa dass ihre Mutter zu früh heimkehrt oder Esther den Anblick von Blut nicht ertragen kann. Als sie sich vergeblich zu ertränken versucht, hält ihr der eigene Körper in Form ihres rauschenden Pulses entgegen: „Ich bin ich bin ich bin“. (S. 171) Erst der persönliche Bezug zum Tod ihres Vaters durchbricht die klischeehaften Selbstmordphantasien. In einem Erdloch im Keller ihres Hauses folgt Esther ihm ins Grab.
Das Überleben des Suizidversuchs ist eine erste Form der Wiedergeburt, als Esther nach zweitägigem Dämmerschlaf mit dem Ruf „Mutter!“ (S. 185) erwacht. Später erfährt Esther den Tod Joans als Neuanfang. Am folgenden Tag hat der Schnee die Klinik bedeckt und hinterlässt „ein reines, weißes Blatt“. (S. 253) Auf der Beerdigung ihrer Doppelgängerin befindet sich Esthers Herz erstmals mit ihrem Willen im Einklang, als sein Schlagen in Erinnerung ruft: „Ich bin. Ich bin. Ich bin.“ (S. 260) Esther kann nun die Narben ihrer Erfahrungen als Teil ihrer selbst akzeptieren: „Sie waren meine Landschaft.“ (S. 254) Sie fühlt sich „geflickt, runderneuert und für die Welt zugelassen“ (S. 261) und möchte ihre zweite Geburt mit einem Ritual feiern. Der positive Ausblick des Endes steht in einem auffälligen Gegensatz zu den unaufgelösten Dilemmata, die zum Zusammenbruch Esthers geführt haben. Tatsächlich hängt noch immer der Schatten der Glasglocke über ihr. So beinhaltet das „Happy End“ seine eigene Dekonstruktion und hinterlässt die Ambivalenz der vordergründigen Unversehrtheit und ihrer weiterhin unter der heilen Oberfläche verborgenen Bedrohung.

## Autobiografischer Bezug

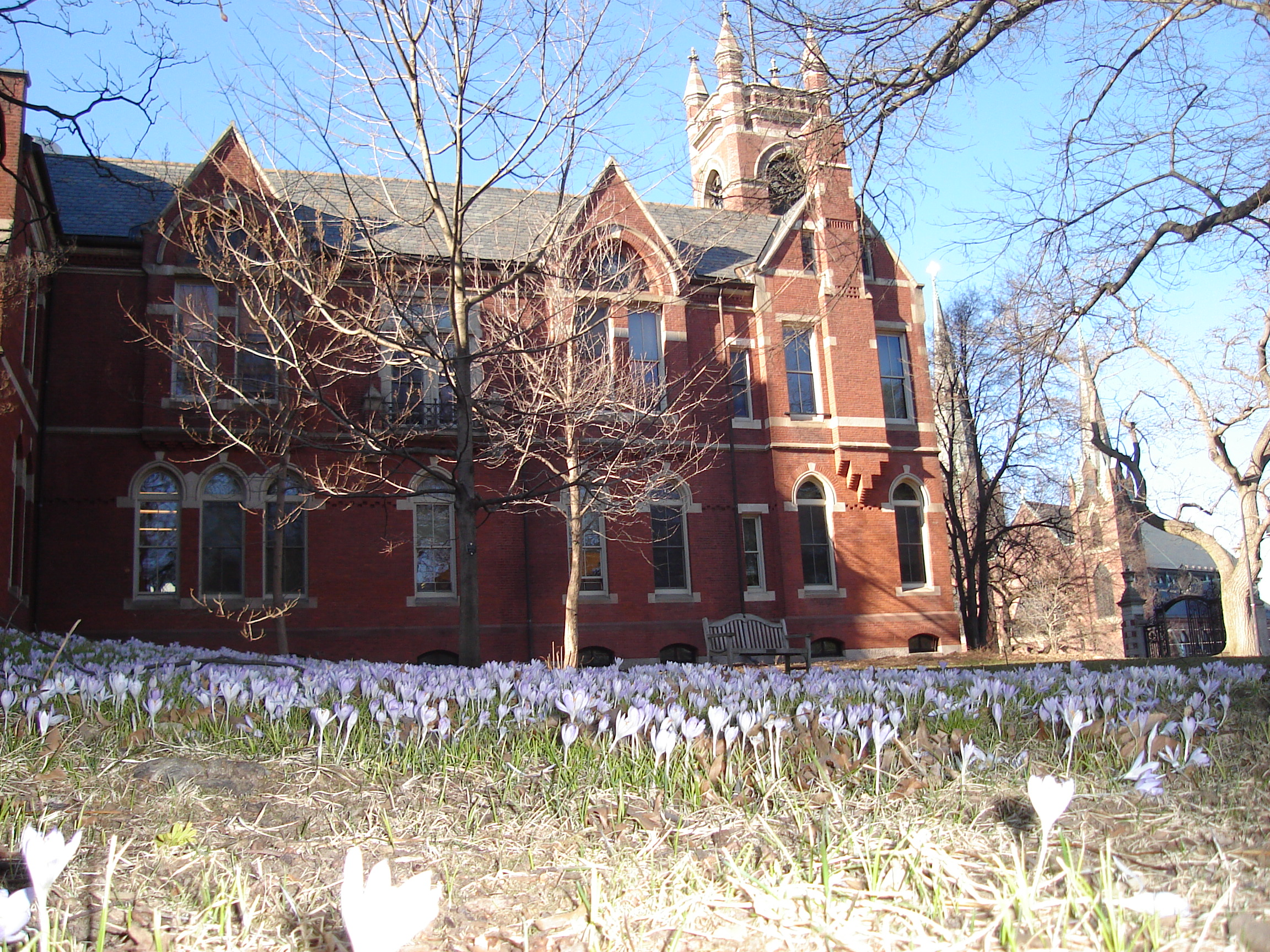
Die College Hall des Smith College in Northampton, Massachusetts

Die Glasglocke weist erhebliche Parallelen zu Sylvia Plaths eigenen Erlebnissen zwischen Juni 1953 und Februar 1954 auf. Schon der Name der Protagonistin Esther Greenwood verweist auf Sylvia Plath selbst. Greenwood war der Nachname ihrer Großmutter, Esther besteht wie die Vornamen der meisten von Plaths Protagonistinnen und wie Sylvia selbst aus sechs Buchstaben, was im Roman persifliert wird, als Esther für ihren eigenen Roman eine Hauptfigur namens Elaine entsinnt und feststellt: „Meine Heldin würde ich selbst sein, allerdings unter einer Maske. Sie sollte Elaine heißen. Elaine. Ich zählte die Buchstaben an den Fingern ab. Auch Esther hatte sechs Buchstaben. Ich hielt das für ein gutes Zeichen.“ (S. 131)
Die realen Ereignisse im Sommer 1953 begannen damit, dass Sylvia Plath, die damals im Smith College studierte, als eine von zwanzig Studentinnen aus den Vereinigten Staaten ausgewählt wurde, an der Augustausgabe, der so genannten College-Ausgabe, des Magazins Mademoiselle mitzuarbeiten. Sie wohnte mit den anderen Studentinnen vom 1. bis zum 26. Juni im Barbizon Hotel for Women in der Upper East Side von Manhattan, schrieb für Mademoiselle einen Artikel Poets in Campus und interviewte Elizabeth Bowen. In der Augustausgabe wurde das im Roman beschriebene Foto von ihr mit einer Papierrose abgedruckt. Ein undatierter Brief an ihren Bruder Warren offenbart, dass auch viele Details aus ihrem sozialen Leben in New York später in den Roman Einzug gefunden haben, von der Krabbenvergiftung über das Rendezvous mit einem Simultandolmetscher bis zur Auseinandersetzung mit einem peruanischen UN-Delegierten. Doch der Brief enthüllt auch, „daß der Wechsel nach NYC so rapide war, daß ich immer noch nicht imstande bin, vernünftig darüber nachzudenken, wer ich bin oder wohin ich gehe.“ Und die Dichterin fand eine drastische Metapher für den Schock, unter dem sie stand: „die Welt ist aufgeplatzt vor meinen gaffenden Augen und hat ihre Eingeweide verspritzt wie eine geborstene Wassermelone.“
Zurückgekehrt in ihre Heimatstadt Wellesley erfuhr Sylvia Plath, dass sie beim Schriftstellerkurs von Frank O’Connor abgelehnt worden war. Und obwohl sie in der Wahrnehmung ihres damaligen Freundes Gordon Lameyer nach außen eine soziale Normalität aufrechterhielt, litt sie in den folgenden Wochen unter immer stärkeren Depressionen. In einem zornigen Tagebucheintrag vom 6. Juli 1953 ging sie mit sich selbst ins Gericht: „Die Zeit ist gekommen, mein hübsches Mädchen, nicht länger vor dir selbst wegzurennen […]. Hör auf, selbstsüchtig an Rasierklingen und Selbstverletzungen zu denken, daran, auszugehen und mit allem Schluss zu machen. Dein Zimmer ist nicht dein Gefängnis. Du bist es selbst.“ Am 14. Juli endete ihr vorerst letzter Tagebucheintrag mit den Worten: „Du darfst nicht einen Ausweg wie diesen suchen. Du musst nachdenken.“ Sie fand keinen anderen Ausweg und versuchte sich am 24. August, wie im Roman beschrieben, mit einer Überdosis Schlaftabletten das Leben zu nehmen.

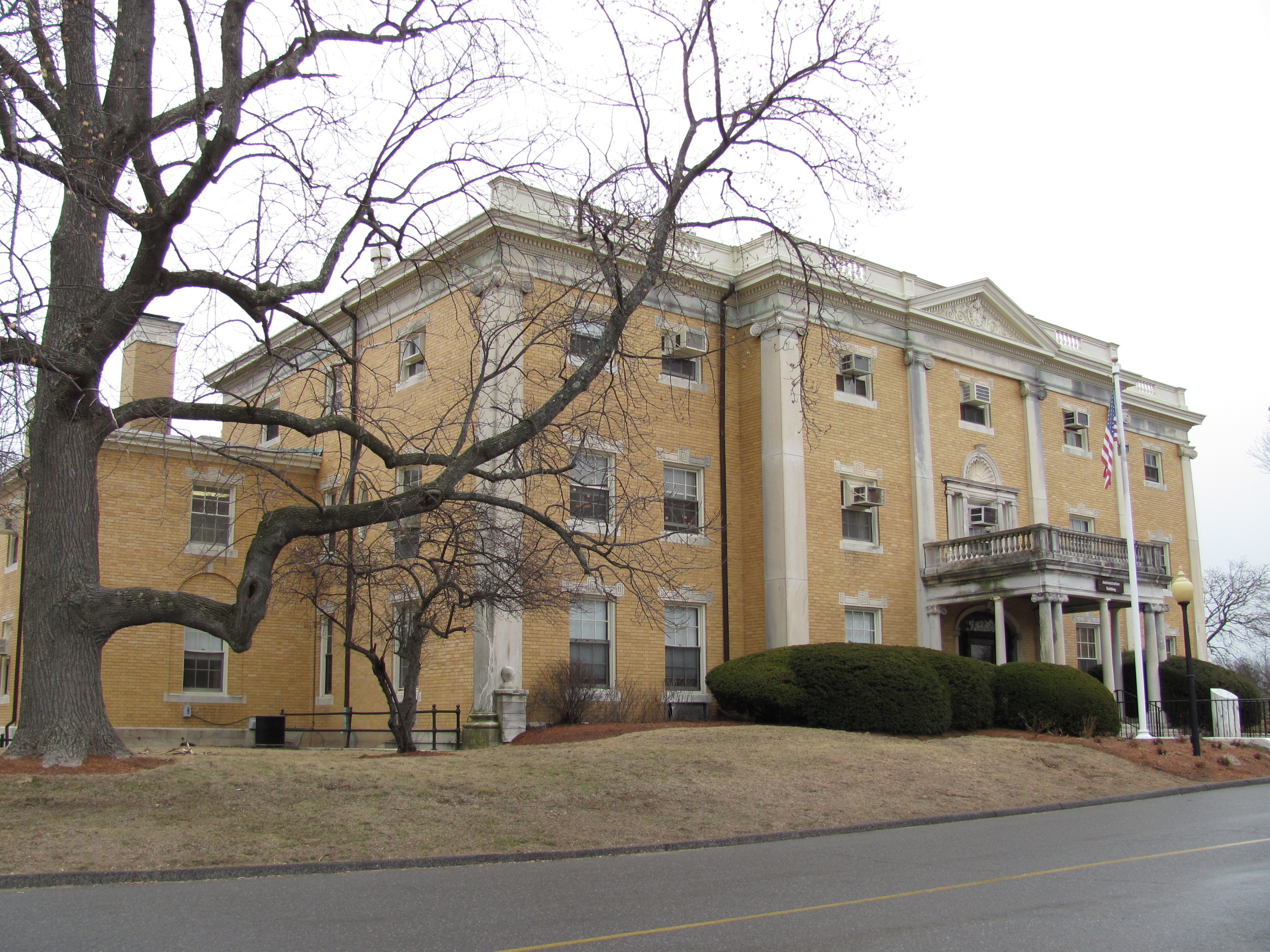
Verwaltungsgebäude des McLean Hospital in Belmont, Massachusetts

Zwei Tage später und nach einer polizeilichen Suchaktion fand ihr Bruder Warren sie halb bewusstlos im Keller des Familienhauses. Sylvia Plath hatte überlebt, weil sie einen Großteil der Tabletten erbrochen hatte. Mit der finanziellen Unterstützung der Stifterin ihres College-Stipendiums, der Romanautorin Olive Higgins Prouty, wurde sie im McLean Hospital in Belmont von der Psychiaterin Ruth Beuscher behandelt, dem Vorbild für Doktor Nolan in Die Glasglocke. Nach einer Behandlung durch Elektroschocks und Insulin sowie der Begegnung mit einer ehemaligen Mitschülerin namens Jane in der Klinik, die allerdings nicht wie ihr fiktives Abbild Joan Suizid beging, wurde Sylvia Plath Anfang Februar 1954 als geheilt entlassen und kehrte ans Smith College zurück.
Die zahlreichen Parallelen zwischen Die Glasglocke und Sylvia Plaths Leben legen eine autobiografische Lesart des Romans nahe und machen es schwer, einen klaren Trennstrich zwischen dem Leben der Autorin und ihrem literarischen Werk zu ziehen. Tracy Brain erkannte in ihrem Buch The Other Sylvia Plath eine regelrechte Vermarktungsstrategie der amerikanischen Ausgaben von Die Glasglocke in der suggerierten Einheit von Biografie und Fiktion. Sylvias Mutter Aurelia Plath, die darunter litt, von allen stets als Mrs. Greenwood angesehen zu werden, beklagte sich in einem Interview: „[Der Roman] wurde als Autobiografie gelesen, die er nicht war. Sylvia manipulierte ihn sehr geschickt. Sie erfand, verschmolz, dachte sich aus. Sie schuf ein künstlerisches Ganzes, das sich las wie die reine Wahrheit.“ Ted Hughes sah in dem autobiografischen Element von Plaths Prosa ihre besondere Stärke: „[…] die Themen, die sie genug ansprachen, um ihre Konzentration zu fesseln, stellen sich alle als Episoden aus ihrem eigenen Leben heraus; sie sind alle Autobiografie. Sie haben die Vitalität ihrer persönlichen Beteiligung, ihrer Subjektivität.“ Demgegenüber wies Tracy Brain den Bezug des Romans auf Ein Zimmer für sich allein von Virginia Woolf und Villette von Charlotte Brontë nach und stellte Die Glasglocke damit in einen literarischen Kontext, der über eine bloße Autobiografie hinausreicht.

## Stellung im Gesamtwerk Sylvia Plaths
Obwohl Die Glasglocke das gemessen am Verkaufserfolg populärste Werk Sylvia Plaths ist, steht der Roman in seiner literarischen Bedeutung zumeist im Schatten ihrer Lyrik, insbesondere der in Ariel veröffentlichten späten Gedichte. Jacqueline Rose, die Autorin von The Haunting of Sylvia Plath bezeichnete Die Glasglocke schlicht als „Unterhaltungsliteratur“. Linda Wagner-Martin hielt dem entgegen: „Heutzutage [1992] hält man Die Glasglocke für einen integralen Bestandteil des Werks Sylvia Plaths, wobei die Qualität des Romans die Überzeugung nahelegt, dass Plath sich ebenso als Prosaschriftstellerin und Erzählerin sah wie als Dichterin.“
Tatsächlich lässt sich Sylvia Plaths eigene Sicht auf den Roman nicht eindeutig bestimmen. In einem Brief an ihre Mutter vom 14. März 1953 zeigte sie durchaus unterschiedliche Ambitionen für Lyrik und Prosa: „Ich will mit meinen Gedichten beim New Yorker und mit meinen Geschichten beim Ladies’ Home Journal ankommen“. Die Glasglocke bezeichnete sie in ihren Briefen an die Familie als „Brotarbeit“ und im Gespräch mit dem befreundeten Kritiker und Schriftsteller Al Alvarez als „autobiografische Lehrlingsarbeit“, die sie schreiben musste, um sich von ihrer Vergangenheit zu befreien. Auf der anderen Seite eröffnete sie ihrer Freundin Ann Davidow, dass sie die Arbeit an dem Roman mehr begeisterte als alles, was sie zuvor geschrieben hatte. Und in einem Brief an ihren Bruder Warren zeigte sie sich im Oktober 1962 überzeugt: „Ich glaube, ich werde eine ziemlich gute Romanschriftstellerin“.
Allgemein anerkannt ist der Einfluss, den Die Glasglocke auf Plaths späte Gedichte hatte. Schon 1966 befand C. B. Cox in Critical Quarterly, der Roman sei „ein erster Versuch, die Geisteszustände auszudrücken, die später in der Lyrik eine angemessenere Form fanden.“ Diese Einschätzung teilte auch Ted Hughes, der über die dem Roman vorangegangene Prosa wie Lyrik urteilte, dass sie nicht zu „leben“ schienen. Erst der Roman war in seinen Augen der wichtige Schritt vorwärts, der Sylvia Plath hin zu ihren späten Werken führte. Die Aufgabe des ursprünglichen Wunsches, Literatur nach objektiven Maßstäben zu schaffen, ermöglichte ihr den Zugriff auf ihre eigenen, subjektiven Bilder. Die Ariel-Gedichte entstanden parallel zur Überarbeitung des Romans, angefangen von Elm (deutsch: Ulme) im April 1962 bis zum letzten ursprünglich für Ariel vorgesehenen Sheep in Fog (deutsch: Schaf im Nebel) am 2. Dezember des gleichen Jahres. Sie greifen damit nicht von ungefähr auf dasselbe Repertoire von Symbolen zurück wie Die Glasglocke. Und sie besitzen denselben schichtartigen Aufbau, in dem eine scheinbar heile Oberfläche durch tiefer sitzende Verstörungen bedroht wird. Allerdings ist die Oberfläche in Plaths späten Gedichten bereits wesentlich dünner und brüchiger geworden als noch im Roman.
Schon in der im Frühjahr 1959 entstandenen Kurzgeschichte Johnny Panic and the Bible of Dreams (deutsch: Johnny Panic und die Bibel der Träume) sah Hughes den neuen Tonfall des Romans Form annehmen. Hier ist auch bereits das Motiv der Elektroschockbehandlung zu finden, das in Die Glasglocke eine zentrale Stellung einnimmt. Auch andere Kurzgeschichten nehmen stellenweise Szenen und Charaktere, manchmal sogar die Worte des Romans vorweg. Among the Bumblebees (deutsch: Unter den Hummeln) beschreibt die Gefühle eines Mädchens nach dem Tod des Vaters, Tongues of Stone (deutsch: Zungen aus Stein) den Heilungsprozess einer jungen Frau nach einem Suizidversuch, In the Mountains (deutsch: In den Bergen) zeigt eine frühere Version des TBC-kranken Buddy Willard und Sweetie Pie and the Gutter Men (deutsch: Sweetie Pie und die Dachrinnen-Männer) eine traumatisierende Geburt, wie Buddy sie im Roman Esther vorführt.
Aurelia Plath erklärte, Sylvia habe eine Fortsetzung zu Die Glasglocke geplant, deren Entwurf sie am 10. Juli 1962 aus Wut über die Untreue ihres Ehemanns vor ihren Augen verbrannt habe. „Das begleitende Buch, das diesem [Die Glasglocke] folgen sollte, […] sollte zu einem Sieg der geheilten Hauptfigur des ersten Bandes werden, und die karikierten Charaktere des ersten Bandes sollten darin ihre wahre Identität annehmen.“ Tatsächlich finden sich in Sylvia Plaths Tagebüchern einige Entwürfe eines Falcon Yard betitelten Romanprojekts, die allerdings zeitlich vor der Arbeit an Die Glasglocke anzusiedeln sind. Ob Sylvia Plath 1962 noch einmal zu diesem Projekt zurückkehrte und ob sich ein inhaltlicher Bezug zu ihrem Romanerstling herstellen lässt, ist nicht geklärt. Anne Stevenson berief sich auf Ted Hughes, als sie beharrte: „Es gibt absolut keinen dokumentierten Beweis für das Vorhandensein eines solchen Romans“. Das einzig überlieferte Fragment der frühen Entwürfe ist die Kurzgeschichte Stoneboy with Dolphin (deutsch: Steinknabe mit Delphin) aus dem Jahre 1958.

## Entstehungsgeschichte
Obwohl Sylvia Plath neben ihrer Lyrik schon zahlreiche kurze Prosatexte verfasst hatte, kämpfte sie lange mit dem selbst gesteckten Ziel, einen Roman zu schreiben. In ihren Tagebüchern sind viele Romanentwürfe verzeichnet, so die thematisch mit Die Glasglocke verwandten Skizzen The Day I Died und Lazarus My Love. Eine ihrer Zeichnungen, mit The Bell Jar betitelt, versah Plath mit der Jahreszahl 1956. Im Schreibprozess blieb die Autorin jedoch immer wieder stecken, was sie wiederholt zur Verzweiflung brachte. Sie sehnte sich nach der Aufgabe, die sie über einen längeren Zeitraum beschäftigen würde: „Ein Roman, dreist und arrogant, könnte die Lösung für meine Tage, für ein Jahr meines Lebens sein.“
Erst im Frühjahr 1961 ließen sowohl Plaths schriftstellerische Reife als auch günstige äußere Umstände eine zielstrebige Arbeit an Die Glasglocke zu. Sylvia Plath und Ted Hughes, die zu diesem Zeitpunkt im Stadtteil Primrose Hill in London lebten, konnten das Arbeitszimmer des benachbarten und für einige Wochen verreisten Lyrikers W. S. Merwin benutzen. Während Hughes dort am Nachmittag arbeitete, konnte Plath sich an den Vormittagen ungestört ihrem Romanprojekt widmen. Am 21. April 1961 schrieb Sylvia Plath ihrer Mutter: „ich arbeite wie ein Teufel sieben Vormittage in der Woche im Merwinschen Arbeitszimmer […]. Ich habe endlich den Schlüssel zu meinem Glück gefunden: Ich brauche vier bis fünf Stunden, gleich morgens, in denen ich vollkommen frei und ungebunden schreiben kann“. In späteren Briefen im März 1962 führte sie weiter aus: „Prosa schreiben fällt mir viel leichter; die Konzentration erstreckt sich über ein weites Gebiet und steht oder fällt nicht mit der Arbeit eines einzigen Tages wie beim Gedicht.“ Und im Gegensatz zu Lyrik seien Prosaarbeiten „nicht so heftig fordernd oder deprimierend, falls nicht zuwege gebracht.“ Sylvia Plath verfasste Die Glasglocke in großer Geschwindigkeit und benötigte nur geringfügige Überarbeitungen, bis der Roman im August 1961 so weit fertig gestellt war, dass sie am Rand eines alten Tagebucheintrags vom 12. Dezember 1958 mit der Frage „Warum schreibe ich keinen Roman?“ vermerkte: „Ich habe! 22. August 1961: Die Glasglocke“.
Ein fertiges Manuskript von The Bell Jar ist nicht überliefert, wohl aber vier Fassungen, deren früheste zeitlich nicht vor 1961 anzusetzen ist. Bereits am 21. Oktober 1961 schloss Sylvia Plath mit dem britischen Verlag Heinemann, der ein Jahr zuvor ihre Gedichtsammlung The Colossus and Other Poems publiziert hatte, einen Vertrag zur Veröffentlichung des Romans. Kurz darauf, am 9. November 1961, erhielt sie die Zusage der Eugene-Saxton-Stiftung über ein Stipendium von 2000 Dollar für die Arbeit an einem Prosatext, was für das stets in Geldnöten steckende junge Schriftstellerpaar „die Rettung“ bedeutete. Plath beschloss, die Veröffentlichung von Die Glasglocke um ein Jahr hinauszuzögern und vierteljährlich überarbeitete Teile des Romans der Stiftung als Arbeitsfortschritt vorzulegen. In einem Brief an ihre Mutter vom 20. November 1961 erläuterte sie, dass das Schreiben unter dem Termindruck eines Stipendiums „mit Sicherheit den Tod meiner schriftstellerischen Arbeit bedeutet“, und führte aus: „Natürlich soll man mit Hilfe des Stipendiums schreiben und nicht bereits geschrieben haben, aber ich werde tun, was ich kann und wozu ich Lust habe, während mein Gewissen vollkommen unbelastet ist, weil ich weiß, meine Aufgaben sind bereits erfüllt.“

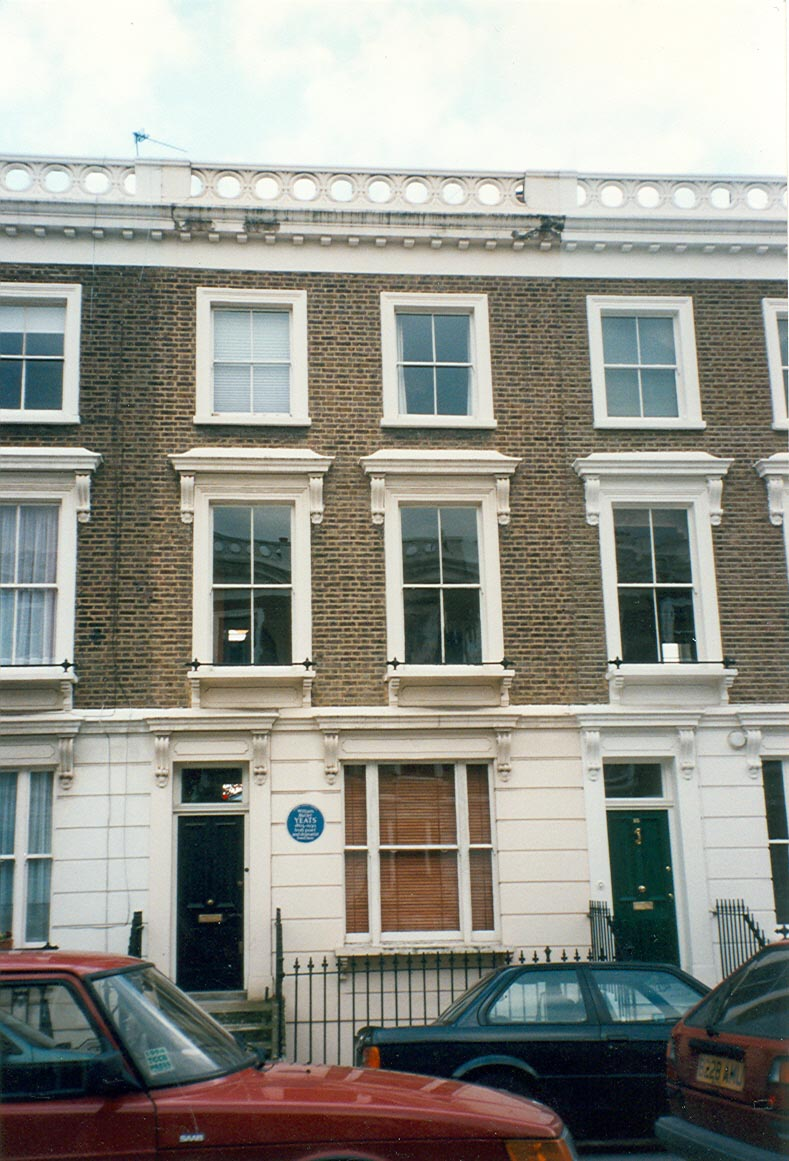
Fitzroy Road 23 in London – das Haus, in dem Sylvia Plath in ihren letzten Wochen lebte

Über den Inhalt ihres Romans verriet Sylvia Plath nichts an ihre Familie. Sie war sich bewusst, dass die offenkundig autobiografischen Schilderungen ihrer Figuren viele Freunde und Verwandte, vor allem ihre Mutter, verletzen mussten. Erst am 18. Oktober 1962 gestand sie ihrem Bruder Warren: „außerdem ist mein erster Roman angenommen worden (das ist ein Geheimnis; es ist eine Brotarbeit und keiner darf ihn lesen!)“ Und eine Woche später beschwor sie auch ihre offenbar alarmierte Mutter: „Vergiß die Sache mit dem Roman und sag niemandem etwas davon. Das ist eine Brotarbeit und bloß zur Übung.“ Aus Rücksicht auf die Familie in den Vereinigten Staaten entschied sie sich, Die Glasglocke nur in Großbritannien zu veröffentlichen und wählte das Pseudonym Victoria Lucas, das aus Ted Hughes’ Lieblingscousine Victoria Farrar und seinem Freund Lucas Myers zusammengesetzt war. Ende 1962 änderte sich Plaths Einstellung zu dem Roman, und sie bot ihn auch in Amerika zur Veröffentlichung an, erhielt jedoch zwei Absagen. Judith Jones, die Lektorin von Alfred A. Knopf, Inc. bemängelte die nicht glaubhafte Erzählerin, die schwerwiegende Ereignisse aus der Sicht eines Collegegirls schildere. Elisabeth Lawrence von Harper & Row tat den Roman als „private Erfahrung“ ab.
Am 14. Januar 1963 erschien Die Glasglocke unter dem Pseudonym Victoria Lucas bei Heinemann in Großbritannien, vier Wochen, bevor Sylvia Plath Suizid beging. Erst 1967 wurde der Roman unter Sylvia Plaths Namen neu veröffentlicht, und 1971 erschien er erstmals bei Harper & Row in Plaths Heimat, den Vereinigten Staaten. Sylvias Mutter Aurelia Plath hatte bis dahin die Veröffentlichung in den USA verhindert, da der Roman all jene verunglimpfe, die Sylvia Plath geliebt und ihr geholfen hätten. In einem Brief beschwerte sie sich beim Verlag: „Da das Buch unkommentiert vorliegt, verkörpert es die gemeinste Undankbarkeit.“ Ihre Reaktion auf die Publikation war die Herausgabe von Sylvia Plaths Briefe nach Hause 1950–1963 im Jahre 1975, die dem literarischen Bild Sylvia Plaths in der Öffentlichkeit das private Bild ihrer Tochter im Briefwechsel mit der Familie entgegenstellen sollten.
Die deutsche Übersetzung von Christian Grote erschien erstmals 1968 bei Suhrkamp. 1997 fertigte Reinhard Kaiser eine Neuübersetzung an, die stärker den komischen, teils übersteigerten Ton des Romans hervorhob.

## Rezeption und Wirkung
Als das Buch 1963 unter dem Pseudonym Victoria Lucas erschien, brachte es anfänglich niemand mit Sylvia Plaths bisherigen Gedichtveröffentlichungen in Verbindung. So reagierten die Kritiker vermeintlich auf das Werk einer Debütantin. Robert Taubner nannte den Roman in New Statesman einen „cleveren Debütroman“ und verglich ihn mit Der Fänger im Roggen von J. D. Salinger, ein Vergleich der später noch oft gezogen wurde. Laurence Lerner urteilte in New Novels: „ein brillantes und berührendes Buch“. Obwohl die Besprechungen insgesamt wohlwollend waren, war Sylvia Plath selbst enttäuscht, dass sie nach ihrer Meinung nicht zum Kern des Romans vordrangen.
Nach der Veröffentlichung der deutschen Übersetzung schrieb Ingeborg Bachmann 1968 in einem erst postum publizierten Entwurf eines Essays über Die Glasglocke: „Das Auffallende ist am Anfang der kaum glaubliche Humor, das Komische, das Infantile, das Clownhafte in dieser 19jährigen Esther Greenwood, […] und sie verunglückt auf eine so unmerkbare Weise, daß man sich selbst nach der dritten Lektüre fragt, wo dieses geheime Unglück anfängt, und wie […]. Seit Malcolm Lowrys Nachlaß kenne ich nichts aus der englischen Literatur, das dieser Entgleisung fähig ist und in dem es Stellen gibt, die ebenso erschrecken, wie sie erschüttern.“ Auch Barbara Frischmuth sah Die Glasglocke schon 1968 als „literarisch bedeutsames Buch“, in der Frankfurter Allgemeinen Zeitung wurde Plaths Roman mit Die Clique von Mary McCarthy verglichen. Dennoch stellte Reinhard Baumgart 1979 rückblickend über die deutschsprachige Rezeption fest: „Sylvia Plath? Gäbe es keine Frauenbewegung, dieser Name wäre hierzulande wohl längst wieder verschollen.“ Und er etikettierte Die Glasglocke als „irgendwo in seiner Mitte zusammengeleimt aus zwei Teilen. Vorn breitet sich ein absurder bis alberner Jungmädchenroman aus, eine Art ‚Nesthäkchen in Manhattan‘, in dem sich dann langsam, unhörbar die Tür zu einer Kellertreppe öffnet […]. Das liest sich, als wäre Sylvia Plath mitten im Schreiben vom Leben erwischt worden. Und so war es auch.“
Erst mit der Veröffentlichung in den USA begann die bis heute andauernde Popularität des Romans. Robert Scholes nannte die Publikation 1971 in seiner Besprechung in der New York Times überfällig, da bereits von Studentengruppen illegale Kopien aus Europa ins Land geschmuggelt wurden. Auch er zog den Vergleich mit Salinger: „Es ist ein feiner Roman, so bitter und unbarmherzig wie ihre letzten Gedichte – die Art von Buch, die Salingers Franny zehn Jahre später über sich geschrieben haben könnte, wenn sie diese zehn Jahre in der Hölle verbracht hätte.“ Die Glasglocke rangierte länger als ein Jahr auf den amerikanischen Bestseller-Listen, wurde von der Literaturkritik allerdings anfänglich eher gemieden. Richard Locke fand seine Antwort nach der Frage des Publikumserfolgs in der Verschmelzung von Fiktion und Realität, die von der amerikanischen Ausgabe durch eine angehängte Biografie, die Fotografie aus Mademoiselle und Sylvia Plaths Tuschzeichnungen noch verstärkt würde: „Feminin, verzweifelt, missverstanden, die Dichterin und ihre Tragödie werden zugänglich gemacht – nostalgisch, weinerlich.“ Verglichen mit einem von Plaths Gedichten wie Cut (deutsch: Geschnitten) sei der Roman bloß ein „Wattestäbchen“.
Ganz anders als zum Zeitpunkt seiner Entstehung, traf Die Glasglocke in den 1970ern auf eine öffentliche Debatte über die Rolle der Frau in der Gesellschaft. Sylvia Plath wurde schon bald zu einer Ikone der Frauenbewegung. Marjorie Perloff stellte im Frühjahr 1973 fest: „Während des letzten Jahres wurde Sylvia Plath zu einer echten Kultfigur.“ Ellen Moers urteilte in ihrem Buch Literary Women 1976: „Kein anderer Schriftsteller hat mehr für die heutige Frauenbewegung bedeutet.“ Die Glasglocke wurde zu dieser Zeit überwiegend als „ein feministisches Manifest avant la lettre“ gelesen. Paula Bennett nannte den Roman „eine brillante Beschwörung der beklemmenden Atmosphäre der 1950er und die verheerenden Auswirkungen, die diese Atmosphäre auf ehrgeizige junge Frauen von hoher Gesinnung wie Plath haben konnte.“ Linda Wagner sah in ihm „ein Zeugnis des repressiven kulturellen Schimmels, der Mitte des Jahrhunderts viele Frauen […] von ihrem rechtmäßigen, produktiven Leben ausschloss.“ Und sie zeigte sich persönlich von dem Roman angesprochen: „Für diejenigen von uns, die die 1950er durchlebten, ist Die Glasglocke viel mehr als Sylvia Plaths Autobiografie.“ Doch nicht nur Frauen aus der Generation der Autorin konnten diesen persönlichen Bezug herstellen, der zur Erfolgsgeschichte des Romans beitrug. Perloff wandte sich dezidiert an die „neue Frau“, die sich zu wehren gelernt habe, und verkündete: „Esthers Landschaft ist unsere Landschaft.“ Der Roman wurde für eine ganze Generation von Leserinnen zum „Kultbuch“. Teresa de Lauretis fasste zusammen: „Die Glasglocke ist nicht die Geschichte eines Einzelfalls, sondern der synchrone Blick auf Weiblichkeit, dieses Mal gesehen durch die Perspektive einer Frau.“
Mit größerem Abstand zu den gesellschaftlichen Verhältnissen, die den Roman prägten, traten andere Aspekte in den Vordergrund der Rezeption. Elisabeth Bronfen hob 1998 den schwarzen Humor des Romans hervor, bezeichnete ihn als eine „Feier der Künstlichkeit“ und lobte seine postmoderne Sicht auf den Zusammenhang zwischen der Identität der Protagonistin und der sie umgebenden Popkultur: „Deshalb ist Plaths Insistenz, daß das heimlich traumatische Wissen nicht nur beständig seinen Wirt heimsucht, sondern zurückschlagen wird […] mit derselben Gewalt […], die zur Unterdrückung dieser Wahrheit nötig war, unheimlich aktuell.“ In die gleiche Richtung zielte Gisela von Wysocki, als sie 1997 die artifizielle Poetik des Romans und seine „einzigartige Mixtur aus Leidensgeschichte und Comic“ betonte und Die Glasglocke „noch immer eines der aufregendsten Bücher über amerikanische Bewußtseinszustände“ nannte. Sarah Churchwell wiederum wies mit ihrer Einführung in den Roman (2016) auf das intellektuelle Klima zur Zeit seiner Veröffentlichung hin: Nicht von ungefähr sei The Bell Jar / Die Glasglocke ein Jahr nach The Golden Notebook / Das goldene Notizbuch von Doris Lessing und im selben Jahr wie The Feminine Mystique / Der Weiblichkeitswahn von Betty Friedan erschienen – Plaths „beißende Satire“ sei, gesellschaftliche Erwartungen und toxische Kultur in den USA der 1950er-Jahre darstellend, „Teil dieser Revolution“ gewesen.
Das Erscheinen einer bis dahin unveröffentlichten Erzählung von Sylvia Plath (Mary Ventura and the Ninth Kingdom, Faber & Faber, London, 2019) diente auch als Anlass für das Auffrischen von The Bell Jar-Lektüren. Elisa Gabbert, selbst Lyrikerin und überzeugt von Plaths Qualität als Dichterin, behandelte den Roman in ihrer Kolumne Mess With a Classic (The Paris Review). Aus heutiger Perspektive sei der Erzählstimme anzumerken, wie sehr Plath Kind ihrer Zeit – außerdem sehr behütet und „WASP“ – gewesen sei, etwa wenn sie immer wieder Fremdartigkeit oder Fremdheit („foreignness“) als Metapher nutze, um das Exotische, das Gefährliche oder das (moralisch) Falsche darzustellen. Das sorge beim Lesen für einiges Zusammenzucken. Davon abgesehen jedoch warte Die Glasglocke mit Witz und unvorhersehbaren Wendungen auf. Für Gabbert handelt es sich weniger um einen autobiographischen als vielmehr um einen Künstlerroman (konkret: „a poet’s novel“) voller „Meta-Momente“. Auch in diesem Beitrag wird der viel zitierte, markante („striking“) erste Satz des Romans – Übersetzung siehe weiter oben – wörtlich wiedergegeben: „It was a queer, sultry summer, the summer they electrocuted the Rosenbergs, and I didn’t know what I was doing in New York.“

### Auszeichnungen
Die Wirkung des Romans auf viele Leser ist auch im 21. Jahrhundert ungebrochen:
- Die Redaktion des Daily Telegraph wählte Die Glasglocke zu einem der 50 besten Kultbücher.
- Robert McCrum reihte The Bell Jar unter die „100 besten Romane in englischer Sprache“ und bezeichnete das Buch im Guardian als „Grundlagentext des anglo-amerikanischen Feminismus“.[82][83]
- Erica Jong benannte Sylvia Plaths Roman als eines ihrer persönlichen „Top Ten Books“.[84]
- 2023: 
Zeit-Bibliothek der Weltliteratur „100 Bücher, 100 Gefährten“[85]

## Adaptionen und motivische Verwendung
Im Jahre 1979 wurde The Bell Jar das erste Mal unter der Regie von Larry Peerce verfilmt. In der Rolle der Esther Greenwood war Marilyn Hassett zu sehen. Für eine Neuverfilmung hat sich 2007 Julia Stiles die Rechte gesichert, die auch die Hauptrolle übernehmen will.
Als populärstes Werk Sylvia Plaths wird Die Glasglocke häufig als Motiv in Literatur und Film eingesetzt. Die psychische Instabilität Esther Greenwoods wird dabei plakativ auf den – zumeist weiblichen – Leser übertragen. Beispiele für solche zwischen Depression und Auflehnung schwankende Leserinnen sind Kat Stratford in 10 Dinge, die ich an Dir hasse und Mallory Knox in Natural Born Killers. In beiden Filmen wird ein Exemplar des Romans in suggestiven Szenen zur Charakterisierung der Figur eingesetzt. Auch für die Romanfigur der Naomi in Meg Wolitzers Debüt Sleepwalking (1982) – Naomi ist Mitglied eines seit Studienzeiten unter „death girls“ firmierenden Trios – nimmt Die Glasglocke einen besonderen Stellenwert ein.

### Textausgaben
- Sylvia Plath: The Bell Jar. Faber and Faber, London 1966 (Erstveröffentlichung unter dem Pseudonym Victoria Lucas, 1963) (englisch).
- Sylvia Plath: Die Glasglocke. Übersetzung von Christian Grote. Suhrkamp, Frankfurt am Main 1968.
- Sylvia Plath: Die Glasglocke. Neuübersetzung von Reinhard Kaiser. Suhrkamp, Frankfurt am Main 2005, ISBN 3-518-45676-8 (auf diese Ausgabe beziehen sich Zitate und Seitenangaben).
- Sylvia Plath: Die Glasglocke. Vollständige Lesung von Nina Hoss. Der Hörverlag, München 2002, ISBN 3-89584-755-0.

### Sekundärliteratur
Über Die Glasglocke: 
- Jeanne Inness: Plath’s The Bell Jar. Cliffs Notes, Lincoln 1984, ISBN 0-8220-0226-4 (englisch, Online-Version, aufgerufen am 15. November 2022)

- Gordon Lameyer: The Double in Sylvia Plath’s „The Bell Jar“. In: Edward Butscher (Hrsg.): Sylvia Plath. The Woman and the Work. Dodd, Mead & Company, New York 1985, ISBN 0-396-08732-9, S. 143–165  (englisch)
- Linda Wagner-Martin: The Bell Jar. A Novel of the Fifties (= Twayne’s Masterwork Studies No. 98). Twayne Publishers, New York 1992, ISBN 0-8057-8561-2 (englisch)
- Elisabeth Bronfen: Sylvia Plath. Frankfurter Verlagsanstalt, Frankfurt am Main 1998, ISBN 3-627-00016-1, S. 190–214
- Tracy Brain: The Other Sylvia Plath. Longman, Edinburgh 2001, ISBN 0-582-32730-X, S. 141–175 (englisch)
- Deborah Forbes: The Bell Jar, SparkNotes, New York 2002, ISBN 1-58663-474-7 (englisch, Online-Version, aufgerufen am 15. November 2022)

Über Sylvia Plath:
- Anne Stevenson: Sylvia Plath. Eine Biographie. Frankfurter Verlagsanstalt, Frankfurt am Main 1989, ISBN 3-627-10025-5

- Linda Wagner-Martin: Sylvia Plath. Eine Biographie. Suhrkamp, Frankfurt am Main 1992, ISBN 3-518-38486-4
- Heather Clark: Red Comet. The Short Life and Blazing Art of Sylvia Plath. Alfred A. Knopf, New York 2020, ISBN 978-0-307-96116-7

Ergänzende Schriften von Sylvia Plath:
- Sylvia Plath: Briefe nach Hause 1950–1963. Ausgewählt und herausgegeben von Aurelia Schober Plath. Fischer, Frankfurt am Main 1992, ISBN 3-596-11358-X
- Karen V. Kukil (Hrsg.): The Unabridged Journals of Sylvia Plath. Anchor Books, New York 2000, ISBN 0-385-72025-4 (englisch)